# Jim Rathmann
Jim Rathmann (16 de julho de 1928 – 23 de novembro de 2011) foi um automobilista estadunidense que esteve em catorze 500 Milhas de Indianápolis, (dez quando a prova fazia parte do calendário da Fórmula 1 de 1950 até 1960): 1949, 1950, 1952, 1953, 1954, 1955, 1956, 1957, 1958, 1959, 1960, 1961, 1962 e 1963. Jim Rathmann venceu as 500 Milhas de Indianápolis de 1960. Em 1958, ele foi o vencedor das 500 milhas de Monza.